# Fil
|  | Aquest article tracta sobre fil tèxtil. Vegeu-ne altres significats a «Fil (desambiguació)». |

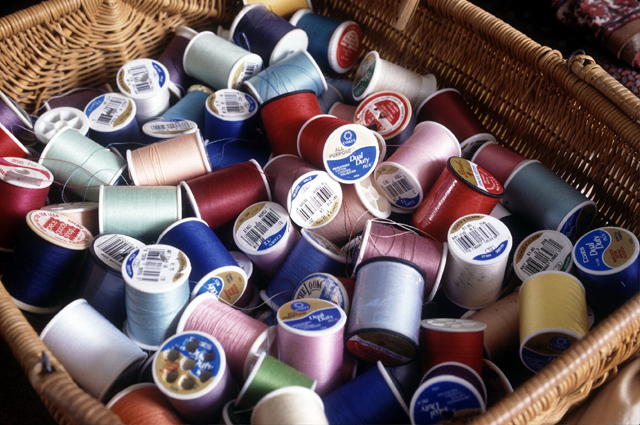
Bobina de fil

El fil és el producte d'un filat llarg i prim de fibres tèxtils, és a dir l'acció de filar, que consisteix en l'aglutinació de fibres tèxtils per formar-ne una de més llarga. El procés d'obtenció d'aquest fil es pot desenvolupar en un taller o fàbrica tèxtil. La majoria de les fibres tèxtils, excepte la seda, no excedeixen d'alguns centímetres de longitud, per la qual cosa és necessari el procés de filat. Els fils són àmpliament emprats en la indústria tèxtil per a cosir, teixir, etc.

## Història
El fil trenat, usat en forma de  cordó o cordes, que va poder ser una de les primeres tècniques tèxtils, sembla clar que van ser emprades des del Gravetià (Paleolític Superior ), a partir de fibres vegetals fines. Per a aquest període tenim l'aparició de les agulles, amb perforacions fines.

## Galeria

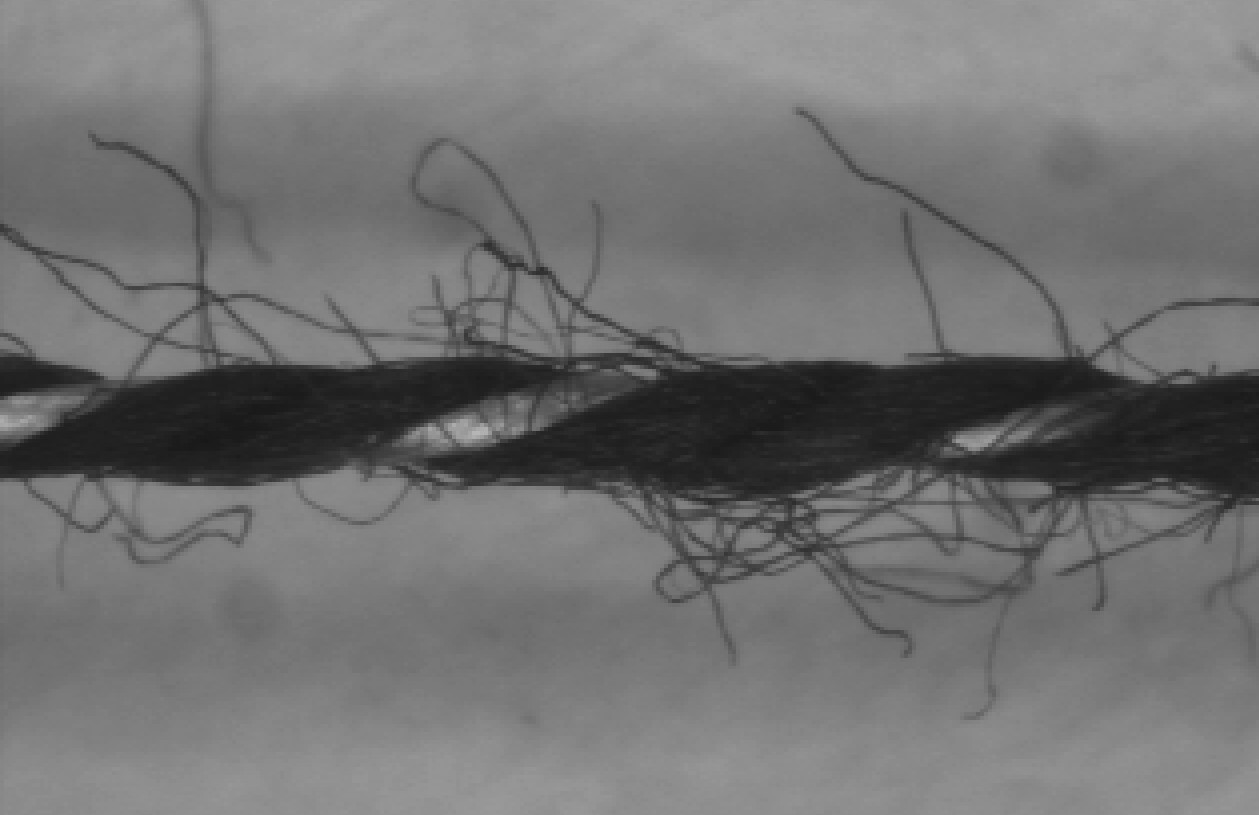
Detall d'un fil al microscopi
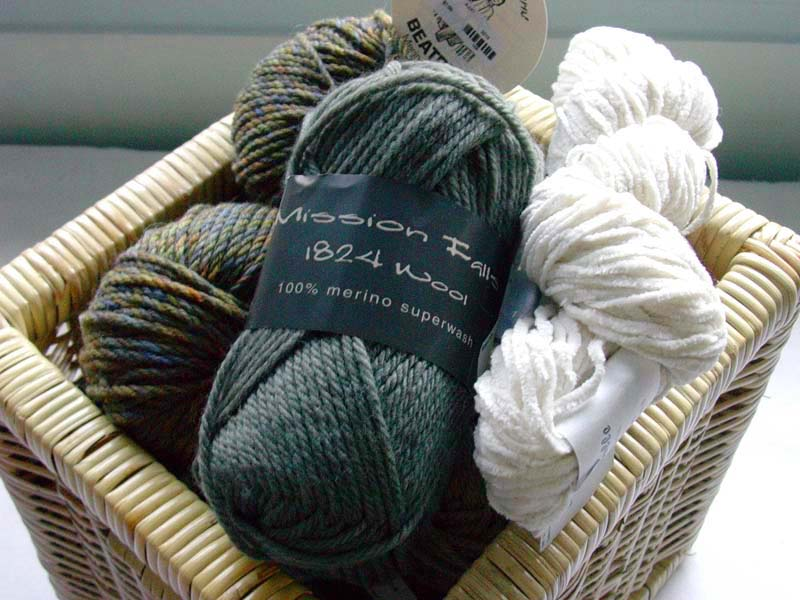
Cabdells de llana